# Gazzetta Sports Awards
I Gazzetta Sports Awards, fino al 2014 noti come Referendum della Gazzetta, sono premi annuali assegnati dal quotidiano italiano la Gazzetta dello Sport, tramite votazione dei lettori, per celebrare i migliori atleti e le migliori squadre dello sport italiano e internazionale.

## Uomo dell'anno
| Anno | Ambito italiano      | Ambito italiano  | Ambito internazionale     | Ambito internazionale |
|      | Sportivo             | Disciplina       | Sportivo                  | Disciplina            |
| ---- | -------------------- | ---------------- | ------------------------- | --------------------- |
| 1978 | Paolo Rossi          | Calcio           | Henry Rono                | Atletica leggera      |
| 1979 | Pietro Mennea        | Atletica leggera | Sebastian Coe             | Atletica leggera      |
| 1980 | Pietro Mennea        | Atletica leggera | Pietro Mennea             | Atletica leggera      |
| 1981 | Marco Lucchinelli    | Motociclismo     | Sebastian Coe             | Atletica leggera      |
| 1982 | Giuseppe Saronni     | Ciclismo         | Daley Thompson            | Atletica leggera      |
| 1983 | Alberto Cova         | Atletica leggera | Carl Lewis                | Atletica leggera      |
| 1984 | Francesco Moser      | Ciclismo         | Carl Lewis                | Atletica leggera      |
| 1985 | Alberto Cova         | Atletica leggera | Sergej Bubka              | Atletica leggera      |
| 1986 | Reinhold Messner     | Alpinismo        | Diego Maradona            | Calcio                |
| 1987 | Francesco Panetta    | Atletica leggera | Ben Johnson               | Atletica leggera      |
| 1988 | Alberto Tomba        | Sci alpino       | Carl Lewis                | Atletica leggera      |
| 1989 | Giorgio Lamberti     | Nuoto            | Greg LeMond               | Ciclismo              |
| 1990 | Gianni Bugno         | Ciclismo         | Stefan Edberg             | Tennis                |
| 1991 | Gianni Bugno         | Ciclismo         | Carl Lewis                | Atletica leggera      |
| 1992 | Alberto Tomba        | Sci alpino       | Miguel Indurain           | Ciclismo              |
| 1993 | Jury Chechi          | Ginnastica       | Miguel Indurain           | Ciclismo              |
| 1994 | Alberto Tomba        | Sci alpino       | Leroy Burrell             | Atletica leggera      |
| 1995 | Alberto Tomba        | Sci alpino       | Haile Gebrselassie        | Atletica leggera      |
| 1996 | Jury Chechi          | Ginnastica       | Michael Johnson           | Atletica leggera      |
| 1997 | Jury Chechi          | Ginnastica       | Wilson Kipketer           | Atletica leggera      |
| 1998 | Marco Pantani        | Ciclismo         | Marco Pantani             | Ciclismo              |
| 1999 | Fabrizio Mori        | Atletica leggera | Lance Armstrong           | Ciclismo              |
| 2000 | Domenico Fioravanti  | Nuoto            | Pieter van den Hoogenband | Nuoto                 |
| 2001 | Valentino Rossi      | Motociclismo     | Michael Schumacher        | Automobilismo         |
| 2002 | Valentino Rossi      | Motociclismo     | Michael Schumacher        | Automobilismo         |
| 2003 | Valentino Rossi      | Motociclismo     | Michael Phelps            | Nuoto                 |
| 2004 | Stefano Baldini      | Atletica leggera | Michael Phelps            | Nuoto                 |
| 2005 | Filippo Magnini      | Nuoto            | Roger Federer             | Tennis                |
| 2006 | Filippo Magnini      | Nuoto            | Roger Federer             | Tennis                |
| 2007 | Filippo Magnini      | Nuoto            | Roger Federer             | Tennis                |
| 2008 | Valentino Rossi      | Motociclismo     | Usain Bolt                | Atletica leggera      |
| 2009 | Valentino Rossi      | Motociclismo     | Usain Bolt                | Atletica leggera      |
| 2010 | Giuliano Razzoli     | Sci alpino       | José Mourinho             | Calcio                |
| 2011 | Armin Zöggeler       | Slittino         | Lionel Messi              | Calcio                |
| 2012 | Alex Zanardi         | Paraciclismo     | Usain Bolt                | Atletica leggera      |
| 2013 | Vincenzo Nibali      | Ciclismo         | Usain Bolt                | Atletica leggera      |
| 2014 | Vincenzo Nibali      | Ciclismo         | Vincenzo Nibali           | Ciclismo              |
| 2015 | Gregorio Paltrinieri | Nuoto            | Usain Bolt                | Atletica leggera      |
| 2016 | Gregorio Paltrinieri | Nuoto            | Usain Bolt                | Atletica leggera      |
| 2017 | Gianluigi Buffon     | Calcio           | Roger Federer             | Tennis                |
| 2018 | Filippo Tortu        | Atletica leggera | Non assegnato             | Non assegnato         |
| 2019 | Roberto Mancini      | Calcio           | Non assegnato             | Non assegnato         |
| 2020 | Ciro Immobile        | Calcio           | Non assegnato             | Non assegnato         |
| 2021 | Marcell Jacobs       | Atletica leggera | Non assegnato             | Non assegnato         |
| 2022 | Marcell Jacobs       | Atletica leggera | Non assegnato             | Non assegnato         |
| 2023 | Gianmarco Tamberi    | Atletica leggera | Non assegnato             | Non assegnato         |
| 2024 | Jannik Sinner        | Tennis           | Non assegnato             | Non assegnato         |

## Donna dell'anno
| Anno | Ambito italiano     | Ambito italiano     | Ambito internazionale | Ambito internazionale |
|      | Sportiva            | Disciplina          | Sportiva              | Disciplina            |
| ---- | ------------------- | ------------------- | --------------------- | --------------------- |
| 1978 | Sara Simeoni        | Atletica leggera    | Sara Simeoni          | Atletica leggera      |
| 1979 | Roberta Felotti     | Nuoto               | Mary T. Meagher       | Nuoto                 |
| 1980 | Sara Simeoni        | Atletica leggera    | Tat'jana Kazankina    | Atletica leggera      |
| 1981 | Sara Simeoni        | Atletica leggera    | Ol'ga Bičerova        | Ginnastica            |
| 1982 | Dorina Vaccaroni    | Scherma             | Marita Koch           | Atletica leggera      |
| 1983 | Dorina Vaccaroni    | Scherma             | Tamara Bykova         | Atletica leggera      |
| 1984 | Sara Simeoni        | Atletica leggera    | Valerie Brisco-Hooks  | Atletica leggera      |
| 1985 | Maria Canins        | Ciclismo            | Marita Koch           | Atletica leggera      |
| 1986 | Maria Canins        | Ciclismo            | Heike Drechsler       | Atletica leggera      |
| 1987 | Manuela Dalla Valle | Nuoto               | Steffi Graf           | Tennis                |
| 1988 | Laura Fogli         | Atletica leggera    | Kristin Otto          | Nuoto                 |
| 1989 | Angela Bandini      | Immersione in apnea | Vreni Schneider       | Sci alpino            |
| 1990 | Annarita Sidoti     | Atletica leggera    | Merlene Ottey         | Atletica leggera      |
| 1991 | Giovanna Trillini   | Scherma             | Katrin Krabbe         | Atletica leggera      |
| 1992 | Giovanna Trillini   | Scherma             | Krisztina Egerszegi   | Nuoto                 |
| 1993 | Stefania Belmondo   | Sci di fondo        | Krisztina Egerszegi   | Nuoto                 |
| 1994 | Manuela Di Centa    | Sci di fondo        | Manuela Di Centa      | Sci di fondo          |
| 1995 | Fiona May           | Atletica leggera    | Gwen Torrence         | Atletica leggera      |
| 1996 | Deborah Compagnoni  | Sci alpino          | Marie-José Pérec      | Atletica leggera      |
| 1997 | Deborah Compagnoni  | Sci alpino          | Ana Fidelia Quirot    | Atletica leggera      |
| 1998 | Deborah Compagnoni  | Sci alpino          | Marion Jones          | Atletica leggera      |
| 1999 | Stefania Belmondo   | Sci di fondo        | Gabriela Szabó        | Atletica leggera      |
| 2000 | Valentina Vezzali   | Scherma             | Marion Jones          | Atletica leggera      |
| 2001 | Valentina Vezzali   | Scherma             | Inge de Bruijn        | Nuoto                 |
| 2002 | Stefania Belmondo   | Sci di fondo        | Serena Williams       | Tennis                |
| 2003 | Valentina Vezzali   | Scherma             | Paula Radcliffe       | Atletica leggera      |
| 2004 | Valentina Vezzali   | Scherma             | Valentina Vezzali     | Scherma               |
| 2005 | Valentina Vezzali   | Scherma             | Elena Isinbaeva       | Atletica leggera      |
| 2006 | Vanessa Ferrari     | Ginnastica          | Laure Manaudou        | Nuoto                 |
| 2007 | Valentina Vezzali   | Scherma             | Justine Henin         | Tennis                |
| 2008 | Federica Pellegrini | Nuoto               | Elena Isinbaeva       | Atletica leggera      |
| 2009 | Federica Pellegrini | Nuoto               | Federica Pellegrini   | Nuoto                 |
| 2010 | Francesca Schiavone | Tennis              | Lindsey Vonn          | Sci alpino            |
| 2011 | Federica Pellegrini | Nuoto               | Federica Pellegrini   | Nuoto                 |
| 2012 | Elisa Di Francisca  | Scherma             | Lindsey Vonn          | Sci alpino            |
| 2013 | Jessica Rossi       | Tiro a volo         | Serena Williams       | Tennis                |
| 2014 | Tania Cagnotto      | Tuffi               | Tina Maze             | Sci alpino            |
| 2015 | Flavia Pennetta     | Tennis              | Flavia Pennetta       | Tennis                |
| 2016 | Tania Cagnotto      | Tuffi               | Simone Biles          | Ginnastica            |
| 2017 | Sofia Goggia        | Sci alpino          | Federica Pellegrini   | Nuoto                 |
| 2018 | Sofia Goggia        | Sci alpino          | Non assegnato         | Non assegnato         |
| 2019 | Federica Pellegrini | Nuoto               | Non assegnato         | Non assegnato         |
| 2020 | Federica Brignone   | Sci alpino          | Non assegnato         | Non assegnato         |
| 2021 | Antonella Palmisano | Atletica leggera    | Non assegnato         | Non assegnato         |
| 2022 | Benedetta Pilato    | Nuoto               | Non assegnato         | Non assegnato         |
| 2023 | Sofia Raffaeli      | Ginnastica          | Non assegnato         | Non assegnato         |
| 2024 | Alice d'Amato       | Ginnastica          | Non assegnato         | Non assegnato         |

## Squadra dell'anno
(NB: Le atlete evidenziate in giallo hanno vinto il premio in entrambe le categorie.)
| Anno | Squadra italiana                      | Squadra italiana | Squadra mondiale                                                                   | Squadra mondiale | Squadra mondiale |
|      | Nome                                  | Disciplina       | Nome                                                                               | Disciplina       | Paese            |
| ---- | ------------------------------------- | ---------------- | ---------------------------------------------------------------------------------- | ---------------- | ---------------- |
| 1978 | Nazionale di calcio                   | Calcio           | Nazionale di calcio dell'Argentina                                                 | Calcio           | Argentina        |
| 1979 | Milan                                 | Calcio           | Unione Sovietica                                                                   | Pallacanestro    | Unione Sovietica |
| 1980 | Nazionale di pallacanestro            | Pallacanestro    | Germania Ovest                                                                     | Calcio           | Germania Ovest   |
| 1981 | C.Abbagnale - G. Abbagnale - Di Capua | Canottaggio      | O. Bičerova ‒ N. Il’enko ‒ E. Davydova ‒ M. Filatova ‒ S. Zacharova ‒ E. Polevaija | Ginnastica       | Unione Sovietica |
| 1982 | Nazionale di calcio                   | Calcio           | Nazionale di calcio dell'Italia                                                    | Calcio           | Italia           |
| 1983 | Nazionale di pallacanestro            | Pallacanestro    | Australia II                                                                       | Vela             | Australia        |
| 1984 | C.Abbagnale - G. Abbagnale - Di Capua | Canottaggio      | Edberg/Järryd/Sundström/Wilander                                                   | Tennis           | Svezia           |
| 1985 | Juventus                              | Calcio           | Juventus                                                                           | Calcio           | Italia           |
| 1986 | Nazionale di pallanuoto               | Pallanuoto       | Nazionale di calcio dell'Argentina                                                 | Calcio           | Argentina        |
| 1987 | Olimpia Milano                        | Pallacanestro    | Nazionale di pallacanestro della Grecia                                            | Pallacanestro    | Grecia           |
| 1988 | C.Abbagnale - G. Abbagnale - Di Capua | Canottaggio      | McLaren-Honda                                                                      | Automobilismo    | Gran Bretagna    |
| 1989 | Milan                                 | Calcio           | Milan                                                                              | Calcio           | Italia           |
| 1990 | Nazionale di pallavolo                | Pallavolo        | Nazionale di calcio della Germania                                                 | Calcio           | Germania         |
| 1991 | C.Abbagnale - G. Abbagnale - Di Capua | Canottaggio      | Forget / Leconte                                                                   | Tennis           | Francia          |
| 1992 | Nazionale di pallanuoto               | Pallanuoto       | Nazionale di pallacanestro degli Stati Uniti d'America                             | Pallacanestro    | Stati Uniti      |
| 1993 | Nazionale di pallanuoto               | Pallanuoto       | Drummond/Cason/Mitchell/Burrell                                                    | Atletica leggera | Stati Uniti      |
| 1994 | De Zolt-Albarello-Vanzetta-Fauner     | Sci di fondo     | Nazionale di calcio del Brasile                                                    | Calcio           | Brasile          |
| 1995 | Nazionale di pallavolo                | Pallavolo        | Nazionale di pallavolo maschile dell'Italia                                        | Pallavolo        | Italia           |
| 1996 | Juventus                              | Calcio           | Boetsch/Forget/Pioline/Raoux                                                       | Tennis           | Francia          |
| 1997 | Nazionale di pallacanestro            | Pallacanestro    | Williams-Renault                                                                   | Automobilismo    | Gran Bretagna    |
| 1998 | Nazionale di pallavolo                | Pallavolo        | Nazionale di calcio della Francia                                                  | Calcio           | Francia          |
| 1999 | Nazionale di pallacanestro            | Pallacanestro    | Manchester United                                                                  | Calcio           | Inghilterra      |
| 2000 | Scuderia Ferrari                      | Automobilismo    | Nazionale di calcio della Francia                                                  | Calcio           | Francia          |
| 2001 | Scuderia Ferrari                      | Automobilismo    | Scuderia Ferrari                                                                   | Automobilismo    | Italia           |
| 2002 | Nazionale di pallavolo                | Pallavolo        | Nazionale di calcio del Brasile                                                    | Calcio           | Brasile          |
| 2003 | Scuderia Ferrari                      | Automobilismo    | Nazionale di rugby a 15 dell'Inghilterra                                           | Rugby            | Inghilterra      |
| 2004 | Scuderia Ferrari                      | Automobilismo    | Nazionale di calcio dell'Argentina                                                 | Calcio           | Argentina        |
| 2005 | Nazionale di pallavolo                | Pallavolo        | Nazionale di rugby a 15 della Nuova Zelanda                                        | Rugby            | Nuova Zelanda    |
| 2006 | Nazionale di calcio                   | Calcio           | Nazionale di calcio dell'Italia                                                    | Calcio           | Italia           |
| 2007 | Milan                                 | Calcio           | Nazionale di rugby a 15 del Sudafrica                                              | Rugby            | Sudafrica        |
| 2008 | Inter                                 | Calcio           | Carter/Frater/Bolt/Powell                                                          | Atletica leggera | Giamaica         |
| 2009 | Nazionale di pallavolo                | Pallavolo        | Barcellona                                                                         | Calcio           | Spagna           |
| 2010 | Inter                                 | Calcio           | Nazionale di calcio della Spagna                                                   | Calcio           | Spagna           |
| 2011 | Nazionale di pallanuoto               | Pallanuoto       | Barcellona                                                                         | Calcio           | Spagna           |
| 2012 | Di Francisca/Errigo/Vezzali/Salvatori | Scherma          | Nazionale di calcio della Spagna                                                   | Calcio           | Spagna           |
| 2013 | Juventus                              | Calcio           | Bayern Monaco                                                                      | Calcio           | Germania         |
| 2014 | Errani / Vinci                        | Tennis           | Nazionale di calcio della Germania                                                 | Calcio           | Germania         |
| 2015 | Juventus                              | Calcio           | Barcellona                                                                         | Calcio           | Spagna           |
| 2016 | Nazionale di pallavolo                | Pallavolo        | Leicester                                                                          | Calcio           | Inghilterra      |
| 2017 | Juventus                              | Calcio           | Real Madrid                                                                        | Calcio           | Spagna           |
| 2018 | Nazionale di pallavolo                | Pallavolo        | Non assegnato                                                                      | Non assegnato    | Non assegnato    |
| 2019 | Nazionale di pallanuoto               | Pallanuoto       | Non assegnato                                                                      | Non assegnato    | Non assegnato    |
| 2020 | Atalanta                              | Calcio           | Non assegnato                                                                      | Non assegnato    | Non assegnato    |
| 2021 | Nazionale di calcio                   | Calcio           | Non assegnato                                                                      | Non assegnato    | Non assegnato    |
| 2022 | Milan                                 | Calcio           | Non assegnato                                                                      | Non assegnato    | Non assegnato    |
| 2023 | Napoli                                | Calcio           | Non assegnato                                                                      | Non assegnato    | Non assegnato    |
| 2024 | Inter e Nazionale di spada femminile  | Calcio e Scherma | Non assegnato                                                                      | Non assegnato    | Non assegnato    |

## Altri premi
Allenatore
2015: Antonio Conte (Calcio)
2016: Claudio Ranieri (Calcio)
2017: Gian Piero Gasperini (Calcio)
2018: Massimiliano Allegri (Calcio)
2019: Roberto Mancini (Calcio)
2020: Stefano Pioli (Calcio)
2021: Antonio Conte (Calcio)
2022: Ferdinando De Giorgi (Pallavolo)
2023: Luciano Spalletti (Calcio)
2024: Julio Velasco (Pallavolo)
Performance
2015: Fabio Aru (Ciclismo)
2016: Niccolò Campriani (Tiro a volo)
2017: Andrea Belotti (Calcio)
2018: Mauro Icardi (Calcio)
2019: Jannik Sinner (Tennis)
2020: Filippo Ganna (Ciclismo)
2021: Sonny Colbrelli (Ciclismo)
2022: Gregorio Paltrinieri (Nuoto)
2023: Lautaro Martínez (Calcio)
2024: Nicolò Martinenghi (Nuoto)
Atleta paralimpico
2015: Martina Caironi (Atletica leggera paralimpica)
2016: Beatrice Vio (Scherma)
2017: Nazionale di pallavolo femminile sorde dell'Italia (Pallavolo sorde)
2018: Beatrice Vio (Scherma) e Oney Tapia (Atletica leggera paralimpica)
2019: Simone Barlaam (Nuoto)
2020: Briantea 84 Cantù (Basket)
2021: Beatrice Vio (Scherma)
2022: Xenia Francesca Palazzo (nuoto)
2023: Ambra Sabatini (Atletica leggera paralimpica)
2024: Carlotta Gilli e Stefano Raimondi (Nuoto paralmpico)
Exploit
2015: Roberta Vinci (Tennis)
2016: Gianluigi Donnarumma (Calcio)
2017: Andrea Dovizioso (Motociclismo)
2018: Elia Viviani (Ciclismo)
2019: Charles Leclerc (Automobilismo)
2020: Jannik Sinner (Tennis)
2021: Nicolò Barella (Calcio)
2023: Francesco Bagnaia (Motociclismo) e Squadra italiana di Coppa Davis (Tennis)
2024: Atalanta (Calcio)
Rivelazione
2018: Simona Quadarella (Nuoto)
2019: Matteo Berrettini (Tennis)
2020: Enea Bastianini (Motociclismo) e Larissa Iapichino (Atletica leggera)
2021: Francesco Bagnaia (Motociclismo)
2024: Nadia Battocletti (Atletica leggera)
Promessa
2018: Francesco Bagnaia (Motociclismo)
2019: Benedetta Pilato (Nuoto)
2024: Mattia Furlani (Atletica leggera)
Fair Play
2015: Valentina Diouf (Pallavolo)
2016: Tamara Lunger (Sci alpinismo)
2017: Matteo Manassero (Golf)
Legend
2015: Valentino Rossi (Motociclismo) e Alex Zanardi (Paraciclismo)
2016: Federica Pellegrini (Nuoto) e Alberto Tomba (Sci alpino)
2017: Francesco Totti (Calcio) e Alberto Contador (Ciclismo)
2018: Paolo Maldini (Calcio) , Vincenzo Nibali (Ciclismo) e Christian Vieri (Calcio)
2019: Siniša Mihajlović (Calcio)
2020: Zlatan Ibrahimović (Calcio) e Marco Belinelli (Basket)
2021: Daniele De Rossi (Calcio)
2022: Giacomo Agostini (Motociclismo) e Zvonimir Boban (Calcio)
2023: Fabio Cannavaro (Calcio) e Massimiliano Rosolino (Nuoto)
2024: Marcello Lippi (Calcio)
Legend paralimpica
2022: Beatrice Vio (Scherma)
ESport
2019: Daniele “Jizuke” Di Mauro
Premio SportWeek
2019: Nazionale di calcio femminile dell'Italia (Calcio)
2020: Maxime Mbandà (Rugby a 15)
2021: Federica Pellegrini (Nuoto)
Premio speciale
2020: Lorenzo Sonego (Tennis)
Emozione dell'anno
2021: Gianmarco Tamberi (Atletica leggera)
Premio Giro d'Italia
2021: Lorenzo Fortunato (Ciclismo)
Premio Genova 2024 Capitale Europea dello Sport
2024: Pro Recco (Pallanuoto)
Premio per l’impresa dell’Anno
2024: Tathiana Garbin e Filippo Volandri (Tennis)